# 이두봉
이두봉(李枓奉, 1964년 ~ )은 대한민국의 제28대 대전고등검찰청 검사장이다.

## 학력
- 강릉고등학교 졸업
- 서울대학교 공법학 학사
- 서울대학교 대학원 법학 석사

## 경력
- 1993 제35회 사법시험 합격
- 1996 제25기 사법연수원
- 1996 창원지방검찰청 검사
- 대전지방검찰청 검사
- 서울중앙지방검찰청 검사
- 부산지방검찰청 검사
- 2005.8 대검찰청 연구관
- 2008 서울북부지방검찰청 검사
- 2009 서울중앙지방검찰청 부부장검사
- 2009 대전지방검찰청 천안지청 형사제2부 부장검사
- 2010.9 제49대 대구지방검찰청 상주지청 지청장
- 2011 대검찰청 디엔에이수사담당관
- 2012 대검찰청 첨단범죄수사과 과장
- 2013.4 대구지방검찰청 부장검사
- 2013.12 대검찰청 수사지휘과 과장
- 2014.1 서울중앙지방검찰청 형사제2부 부장검사
- 2015.2 청주지방검찰청 부장검사
- 2016.1 수원지방검찰청 성남지청 차장검사
- 2017.8 서울고등검찰청 검사
- 2017.8 대검찰청 부패범죄특별수사단 단장
- 2018.2~2018.7 서울중앙지방검찰청 제4차장검사
- 2018.7~2019.7 서울중앙지방검찰청 제1차장검사
- 2019.7~2020.1 대검찰청 과학수사부장
- 2020.1~2021.6 제66대 대전지방검찰청 검사장
- 2021.6~2022.6 제39대 인천지방검찰청 검사장
- 2022.6~2022.9 제28대 대전고등검찰청 검사장
- 2022.10~ 이두봉 법률사무소 변호사
- 2023.03~ 교보생명 사외이사
  - 교보생명 감사위원회 위원
  - 교보생명 임원후보추천위원회 위원
  - 교보생명 보수위원회 위원
  - 교보생명 지속가능ESG위원회 위원